# Bruniales
Bruniales är en ordning av tvåhjärtbladiga växter. Bruniales ingår i klassen tvåhjärtbladiga blomväxter, fylumet kärlväxter och riket växter. Enligt Catalogue of Life omfattar ordningen Bruniales 88 arter. 
Kladogram enligt Catalogue of Life:
| Bruniales | \| \| Bruniaceae \| \| \| \| \| \| Columelliaceae \| \| \| \| |
|           | \| \| Bruniaceae \| \| \| \| \| \| Columelliaceae \| \| \| \| |
|           | Bruniaceae                                                    |
|           |                                                               |
|           | Columelliaceae                                                |
|           |                                                               |

## Bildgalleri

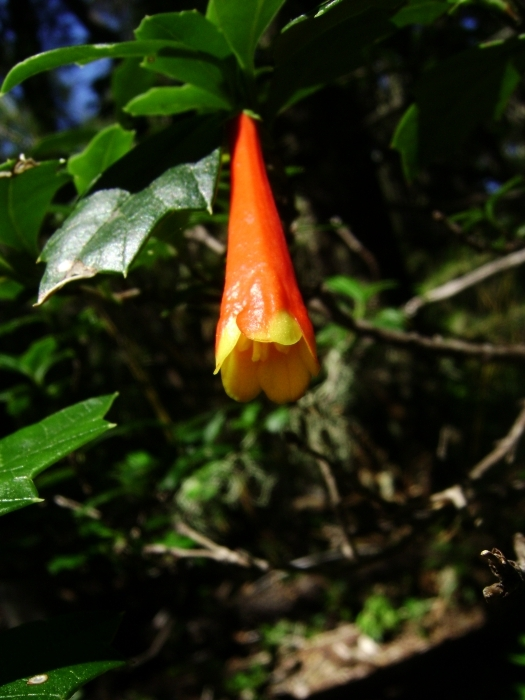
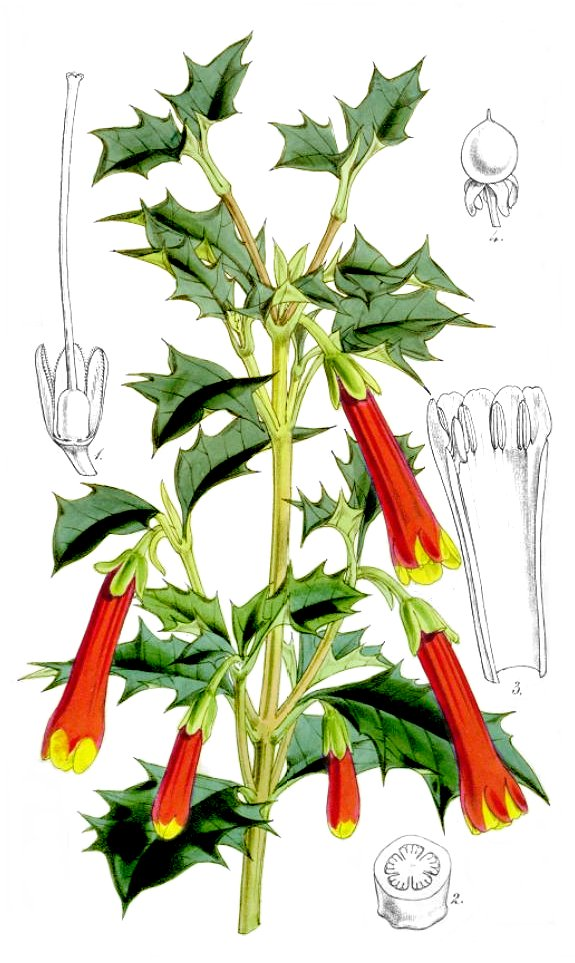
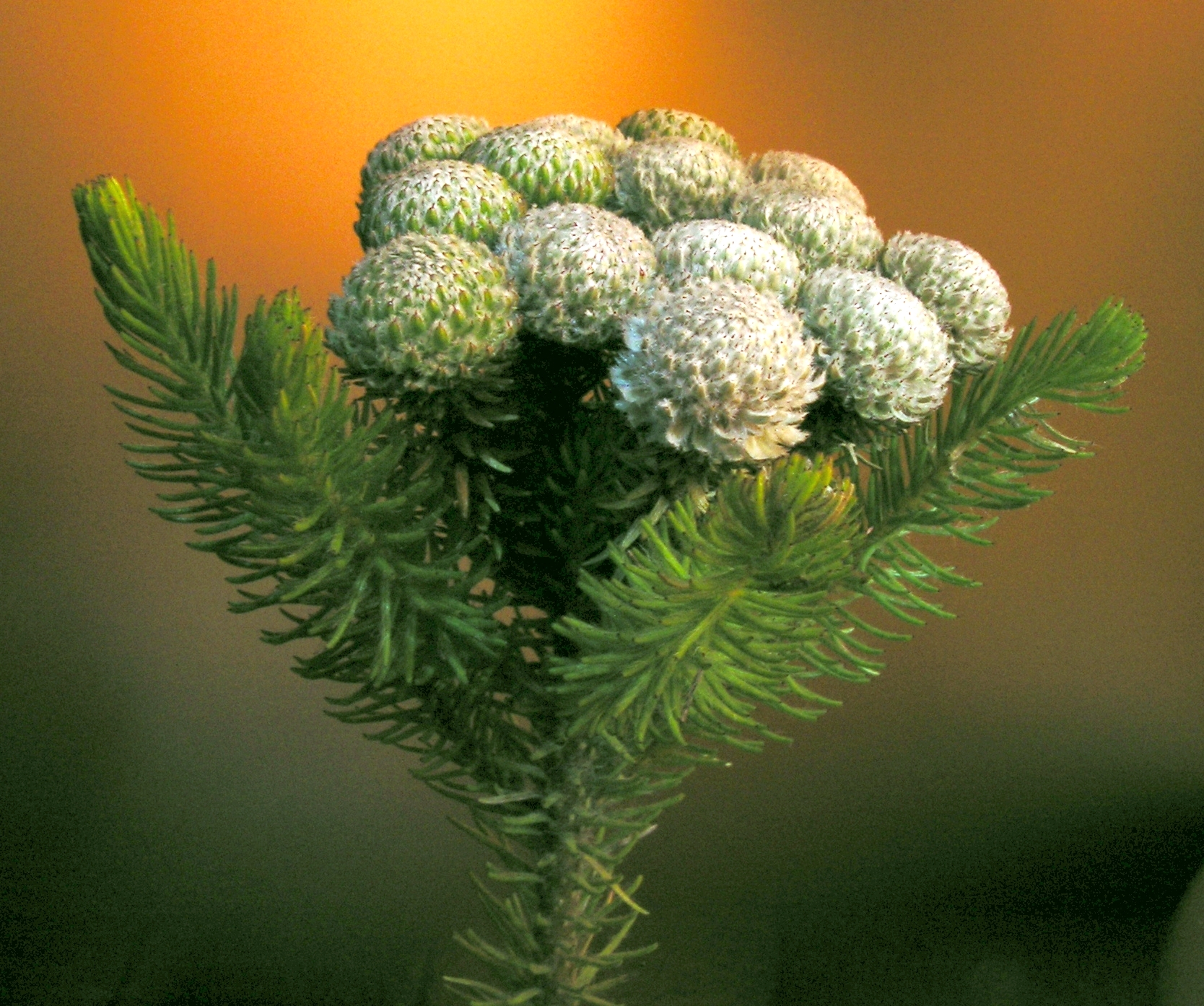
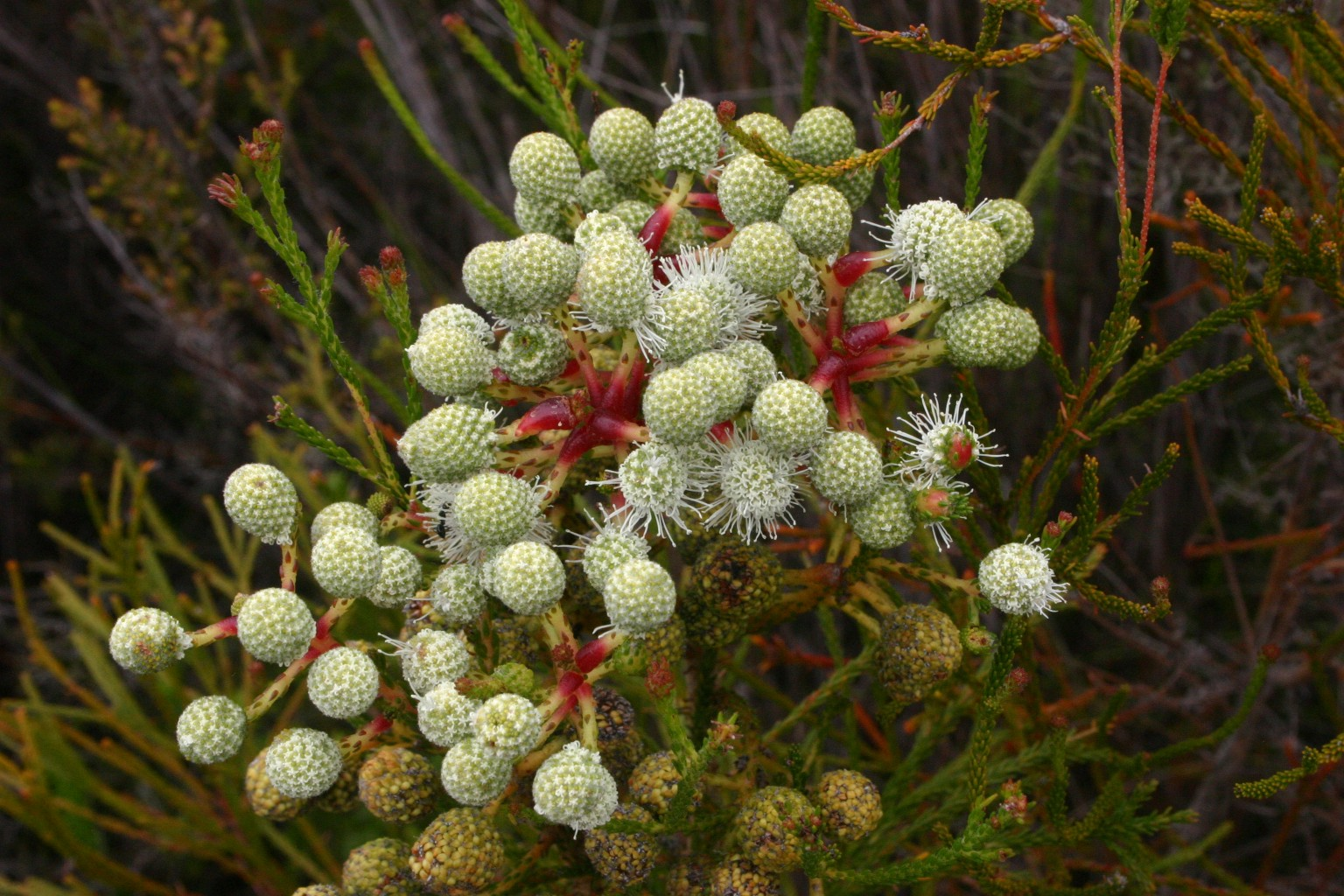
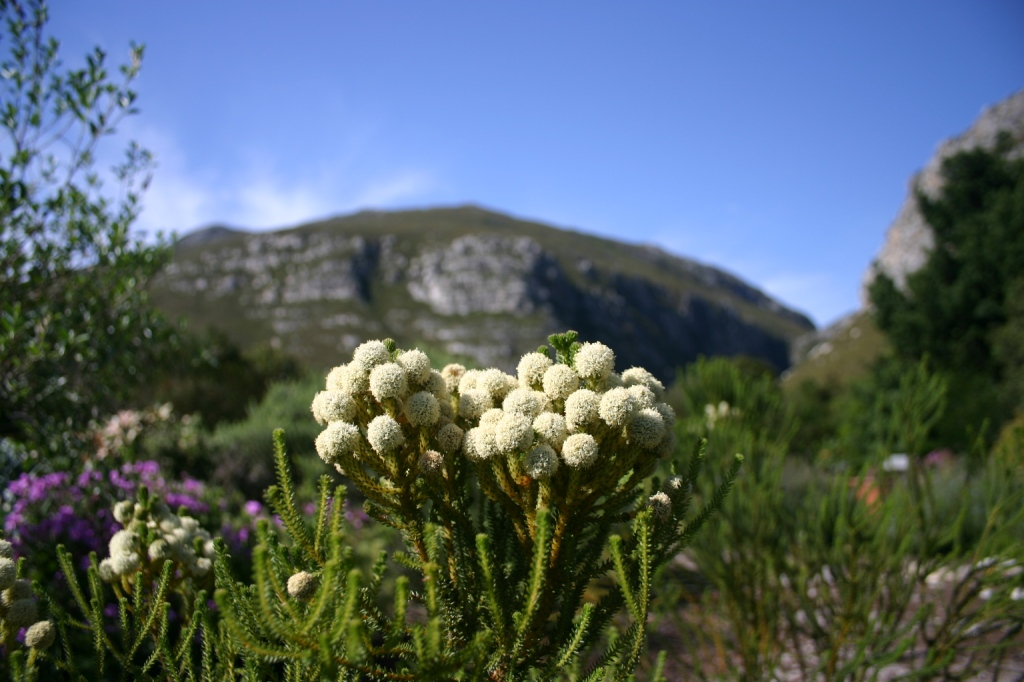